# Сніжки (Конотопський район)
Сні́жки — село в Україні, у Дубов'язівській селищній громаді Конотопського району Сумської області. Населення становить 634 осіб. Колишній орган місцевого самоврядування — Сніжківська сільська рада.
Після ліквідації Буринського району 19 липня 2020 року село увійшло до Конотопського району.

## Географія
Село Сніжки розташоване на правому березі річки Терн, вище за течією на відстані 4 км розташоване село Хустянка, нижче за течією на відстані 3 км розташоване село Болотівка, на протилежному березі — село Могильчине (ліквідоване у 2000 році).
По селу тече струмок, що пересихає із загатами. Поруч пролягає автомобільний шлях Т 2504.

## Історія
- Село засноване у першій половиніXVIII ст.
- Село постраждало внаслідок геноциду українського народу, проведеного урядом СССР 1932—1933 та 1946–1947 роках, встановлено смерті 26 людей[2].

## Населення

### Мова
Розподіл населення за рідною мовою за даними :
| Мова            | Кількість | Відсоток |
| --------------- | --------- | -------- |
| українська      | 621       | 97.95%   |
| російська       | 8         | 1.26%    |
| білоруська      | 1         | 0.16%    |
| румунська       | 1         | 0.16%    |
| інші/не вказали | 3         | 0.47%    |
| Усього          | 634       | 100%     |

## Економіка
- Молочно-товарні ферми.
- КСП «Сніжки».

## Соціальна сфера
- Дитячий садок.
- Школа.
- Клуб.

## Уродженці
- Кириченко Микола Григорович (1942—1994) — український радянський філософ, доктор філософських наук (1989), професор (1990).